# Жених с того света
«Жених с того света» — советская кинокомедия режиссёра Леонида Гайдая, снятая в 1958 году.
Это единственный фильм режиссёра, который подвергся существенной цензуре: из полнометражного фильма, иронически обыгрывающего советскую бюрократию и крючкотворство, под давлением министра культуры СССР Николая Михайлова было изъято много материала, что превратило его в короткометражный.

## Название
Фильм был снят по пьесе Владимира Дыховичного и Мориса Слободского «Воскресение в понедельник» (1954 год), которую авторы переработали в сценарий, изначально называвшийся «Мёртвое дело». У Гайдая были также и другие варианты названия будущей киноленты, среди которых — «Беспокойный покойник», «Извините, но я жив» и «Бюрократ выходит в люди».

## Сюжет
Глава учреждения «КУКУ» (Кустовое управление курортными учреждениями) бюрократ-виртуоз Петухов попадает в невероятное положение: вернувшись от невесты после трёхдневного отсутствия, он обнаруживает, что его считают покойником и собираются похоронить, причём на совершенно законных основаниях. Тело человека, погибшего под машиной (карманника, укравшего у Петухова бумажник), было ошибочно принято за тело Петухова. В попытке доказать своё существование привычными бюрократическими способами Петухов начинает добывать справку о том, что он жив. Не позволив своим сослуживцам попросту уничтожить свидетельство о смерти, он отправляется в больницу на обследование, где его принимают за сумасшедшего. Врачи, без сомнения, определяют, что Петухов жив, но не могут удостоверить, что Петухов — это именно Петухов.
Главный герой оказывается в замкнутом круге, от него уходит невеста, не желающая иметь ничего общего с «покойником». Петухов готовится попросту умереть по-настоящему. Ситуацию спасает милиционер, который, узнав о ситуации, просто рвёт и аннулирует свидетельство о смерти. После этого учреждение закрывают вместе с опозорившимся Петуховым. На месте «КУКУ» (и других подобных учреждений, находившихся в этом здании) открыта гостиница «Чайка», а Петухов, работающий теперь гидом, показывает её экскурсантам.

## В ролях
- Ростислав Плятт — Семён Данилович Петухов
- Георгий Вицин — Пётр Петрович Фикусов, заместитель Петухова
- Вера Алтайская — Нина Павловна, невеста Петухова
- Рина Зелёная — мать Нины
- Анастасия Зуева — Анна Михайловна, кассир
- Мария Кравчуновская — тётя Поля, уборщица
- Владимир Владиславский — психиатр
- Зоя Фёдорова — Елизавета Владимировна, главврач
- Кларина Фролова — женщина в очереди в регистратуре
- Павел Тарасов — бухгалтер
- Татьяна Гурецкая — служащая «КУКУ» с седыми волосами
- Лидия Драновская — служащая «КУКУ» — хохотушка
- Клара Румянова — Клавочка, медсестра
- Виктор Новосельский — милиционер
- Александра Данилова — Вера Анатольевна, сотрудница «КУКУ»
- Александр Строев — вор, укравший у Петухова бумажник
- Римма Шорохова — Матвеева, беременная посетительница
- Серафима Холина — продавщица мороженого в поезде (нет в титрах)
- Юрий Кротенко — врач (нет в титрах)
- Клавдия Козлёнкова — молодой врач (нет в титрах)
- Юлия Пашковская (Тимошенко) (нет в титрах)

## Съёмочная группа
- Режиссёр-постановщик: Леонид Гайдай
- Авторы сценария:
  - Владимир Дыховичный
  - Морис Слободской
- Творческая мастерская Михаила Ильича Ромма
- Оператор-постановщик: Леонид Крайненков
- Художник-постановщик: Александр Мягков
- Композитор: Арно Бабаджанян
- Звукорежиссёр: Раиса Маргачёва
- Монтаж: П. Чечёткина
- Второй оператор: Игорь Черных
- Оркестр управления по производству фильмов, дирижёр: Арно Бабаджанян
- Директор картины: Виктор Биязи

## Место съёмок
Фильм снимался в городе Кисловодске, само учреждение «КУКУ» из фильма располагалось в здании отеля «Централь» (ныне — Центральная городская библиотека) на улице Красноармейской, в кадрах фильма также можно видеть железнодорожный вокзал и привокзальную площадь, Колоннаду, проспект Дзержинского ниже Каскадной лестницы и другие места города.

## Факты
- Из данного фильма в результате жёсткого цензурирования были полностью вырезаны сцены с участием Сергея Филиппова (роль управдома-бюрократа Зазубрина), Евгения Моргунова (богатый нищий) и Фаины Раневской[7].
- Пьеса «Воскресение в понедельник» в 1968 году была экранизирована на Ленинградском телевидении.[8] В главных ролях — Лев Лемке (Петухов), Павел Панков (Фикусов) и Лариса Леонова (Нина). Текст пьесы был слегка осовременен — у Петухова, по его словам, есть телевизор «Темп» и магнитофон «Яуза» (в фильме упоминался радиоприёмник «Мир»), а Нина Павловна любит петь песню «Стань таким, как я хочу», написанную в 1963 году (музыка А. Флярковского, слова Р. Рождественского; известна в исполнении Т. Миансаровой и Э. Пьехи).
- Сохранилась также радиопостановка фрагмента пьесы «Воскресение в понедельник» (1959), где Петухова озвучил Владимир Усков, а Фикусова — Николай Трофимов. Здесь Петухов брал отпуск на три дня не только с тем, чтобы сделать предложение, но также проверить один из подведомственных домов отдыха, а жениться он собирался на своей бывшей однокласснице (в фильме — на отдыхающей) по имени Татьяна Никитина (в фильме — Нина Павловна)[9].